# Anthidium wuestneii
Anthidium wuestneii är en biart som beskrevs av Alexander Mocsáry 1887.
Anthidium wuestneii ingår i släktet ullbin, och familjen buksamlarbin. Inga underarter finns listade i Catalogue of Life.